# Даг Деттер
Даг Деттер (швед. Dag Detter, нар. 7 жовтня 1959, Мальме) — спеціаліст з управління інвестиціями, автор робіт на тему державних комерційних активів. 
Разом із Стефаном Фьольстером є автором книги «Державне багатство народів, або Як управління державними активами може посилити чи підірвати економічне зростання» (Palgrave MacMillan, 2015). Видання включено до списку «Книг 2015 року» журналу The Economist та до «Найкращих книг 2015 року» газети Financial Times. Автори книжки доводять, що завдяки покращенню управління державними активами можливо збільшити стандарти життя та зміцнити демократичні інституції у всьому світі.
У 2017 році опубліковано книжку «Державне багатство міст». У ній йдеться про те, що економічна життєздатність і фінансова стабільність в містах може бути досягнута шляхом зосередження уваги на суспільне багатство і переключення уваги та ресурсів від короткострокового витрат для довгострокових інвестицій.

## Біографія
Даг Деттер народився 7 жовтня 1959 року в м. Мальме у Швеції. Вивчав китаєзнавство та ділове адміністрування у Лундському університеті (Швеція). Працював інвестиційним банкіром та радником у корпоративному секторі, сфері нерухомості та фінансовій галузі в Азії та Європі. Як президент шведської державної холдингової компанії Stattum та директор у Міністерстві промисловості він очолив першу зі спроб системного підходу до володіння та управління державними підприємствами, які було здійснено урядом європейської країни.
Зараз він є радником, який надає консультації інвесторам та урядам у Європі, США та Азії. Спеціалізується на визначенні та покращенні роботи неефективно використовуваних активів. Також є членом Інституту Legatum у Лондоні.

## Праці
- Державне багатство народів (2015)
- Державне багатство міст (2017)
- Ріст законного шахрайства (2017)